# Maria Piniginová
Maria Piniginová (* 9. února 1958) je bývalá kyrgyzská atletka, sprinterka, reprezentující Sovětský svaz.

## Kariéra
Svůj první úspěch zaznamenala jako členka stříbrné sovětské štafety na 4 × 400 metrů na evropském šampionátu v Praze v roce 1978. V roce 1983 vybojovala na mistrovství světa v Helsinkách bronzovou medaili v běhu na 400 metrů i ve štafetě na 4 × 400 metrů. Z roku 1983 pochází také její osobní rekord v běhu na 400 metrů 49,19.
V roce 1987 se stala halovou mistryní Evropy v běhu na 400 metrů. Při startu na světovém šampionátu v Římě v létě téhož roku byla členkou stříbrné sovětské štafety na 4 × 400 metrů. Na olympiádě v Soulu v roce 1988 se stala olympijskou vítězkou v této disciplíně.

## Osobní rekordy
Dráha
- Běh na 4 × 400 metrů – 3:15,17 min. (1.10. 1988, Soul)  (Současný světový rekord)